# Rüdiger Hoffmann (Moderator)
Rüdiger Hoffmann (* 21. September 1943 in Beuthen, Provinz Oberschlesien) ist ein deutscher Fernsehjournalist und -moderator.

## Biografie
Hoffmann wuchs in Bonn auf und absolvierte hier Schule und Gymnasium. Er studierte Volkswirtschaftslehre, Soziologie und Politische Wissenschaften an der Universität Bonn und der Universität München. Schon während der Studienzeit war er freier Mitarbeiter beim WDR für das regionale Kölner Fernsehprogramm. Er war 1967 Mitgründer des von Studenten produzierten Fernsehmagazins „audimax“. Er promovierte 1972 in Bonn bei Karl Dietrich Bracher.
Von 1974 bis 1978 war er Redakteur beim Fernsehmagazin Monitor. Von 1978 bis 1987 war er Leiter von ARD-aktuell im WDR (Berichterstattung für Tagesschau und Tagesthemen). Als Mitglied der ARD Wahlforschung hat er über viele Jahre Wahlsondersendungen in der ARD und den Dritten Programmen moderiert. Von 1982 bis 1985 moderierte Hoffmann darüber hinaus die ARD-Tagesthemen. 1987 wurde er ARD-Fernsehkorrespondent in Polen.
1989 wechselte er als Programmdirektor zu Radio Bremen, wo er bis 1999 blieb. Daneben war er von 1995 bis 1999 ARD-Unterhaltungskoordinator. Von 2002 bis 2008 hat sich Rüdiger Hoffmann als Stv. Vorsitzender und von 2008 bis 2019 als Vorsitzender im Club zu Bremen von 1783 engagiert.

## Werke (Auszug)
- Rundfunkorganisation und Rundfunkfreiheit. Die Entwicklung vom Organisations- und Machtstrukturen im Westdeutschen Rundfunk Köln und dem Selbstverständnis der Programmmacher. Rundfunkforschung, Band 1. 1975, ISBN 3-920889-29-0